# Langues célébiques

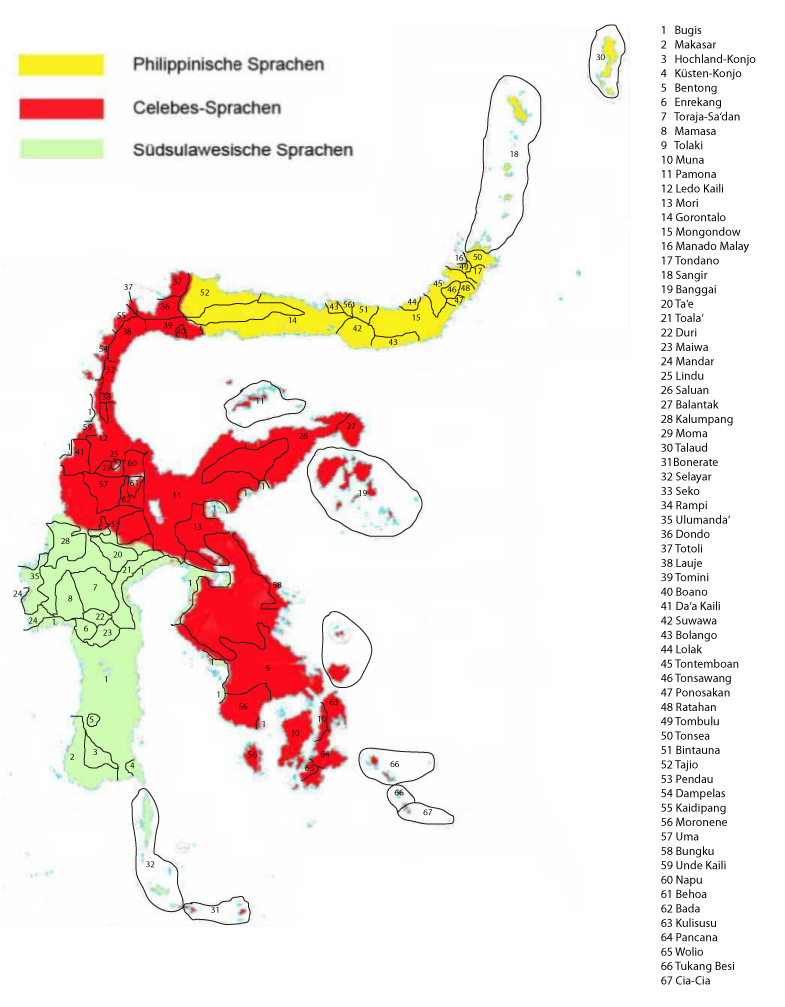
Les groupes linguistiques de Sulawesi. Les langues célébiques sont signalées en rouge.

Les langues célébiques, encore appelées langues sulawesiennes, forment un rameau de la branche malayo-polynésienne des langues austronésiennes. Elles sont ainsi nommées d'après l'île de Célèbes, dont le nom indonésien est « Sulawesi ».
L'existence de ce groupe n'est cependant pas universellement reconnue.

## Classification

### Liste des langues
Au nombre de 64, elles se répartissent entre les groupes suivants :
- langues kaili-pamona ;
- Langues célébiques orientales, rassemblant les langues saluan-banggai, bungku-tolaki et muna-buton ;
- langues tomini-tolitoli ;
- langues wolio-wotu.

Toutes ces langues sont parlées à Célèbes et dans les îles voisines.
Les langues célébiques constituent un des sous-groupes les plus importants en nombre dans la branche des langues malayo-polynésiennes occidentales.

### Une hypothèse controversée
La proposition d'un groupe célébique rassemblant les groupes de langues du sud de l'île est due à Van den Berg (1996), sur la base d'évolution phonologiques communes. Mead (1996) démontre que ces évolutions sont en fait un trait régional à Sulawesi, et se sont produites après, et non avant, la séparation des sous-groupes. Ce groupe célébique semble actuellement invalidé par la recherche.[pas clair]

### Source
- (en) Adelaar, Alexander, The Austronesian Languages of Asia and Madagascar: A Historical Perspective, The Austronesian Languages of Asia and Madagascar, pp. 1-42, Routledge Language Family Series, Londres, Routledge, 2005,  (ISBN 0-7007-1286-0)